# Municipio de Hiland
El municipio de Hiland (en inglés: Hiland Township) es un municipio ubicado en el condado de Hand en el estado estadounidense de Dakota del Sur. En el año 2010 tenía una población de 34 habitantes y una densidad poblacional de 0,37 personas por km².

## Geografía
El municipio de Hiland se encuentra ubicado en las coordenadas 44°20′5″N 98°51′54″O / 44.33472, -98.86500. Según la Oficina del Censo de los Estados Unidos, el municipio tiene una superficie total de 92.41 km², de la cual 92,36 km² corresponden a tierra firme y (0,06 %) 0,05 km² es agua.

## Demografía
Según el censo de 2010, había 34 personas residiendo en el municipio de Hiland. La densidad de población era de 0,37 hab./km². De los 34 habitantes, el municipio de Hiland estaba compuesto por el 100 % blancos. Del total de la población el 0 % eran hispanos o latinos de cualquier raza.